# Neue Pinakothek

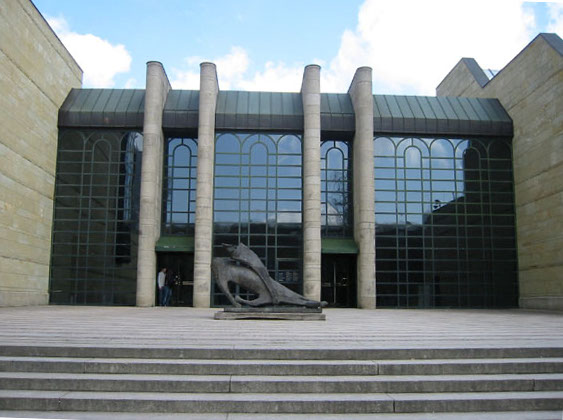
Neue Pinakothek.

Neue Pinakothek är ett konstmuseum i München, öppnat 1981. Museet hyser verk av bland andra Francisco de Goya, Jacques-Louis David, Thomas Gainsborough, Bertel Thorvaldsen, William Turner, Caspar David Friedrich, Eugène Delacroix, Max Liebermann, Pierre-Auguste Renoir, Edouard Manet, Claude Monet, Paul Cézanne, Paul Gauguin, Camille Pissarro, Edgar Degas, Alfred Sisley, Georges-Pierre Seurat, Vincent van Gogh och Edvard Munch.
Mitt emot ligger det gamla pinakoteket (die Alte Pinakothek) med verk av medeltida mästare, från medeltiden fram till mitten och slutet av 1700-talet. Ett tredje museum Pinakothek der Moderne kompletterar Münchens konstområde, med verk från 1900- och 2000-talen.
Det ursprungliga Neue Pinakothek, uppfört 1853 efter ritningar av August von Voit, förstördes 1944 till följd av brittisk-amerikanska bombangrepp mot staden.